# Limnocottus pallidus
Limnocottus pallidus är en fiskart som beskrevs av Taliev, 1948. Limnocottus pallidus ingår i släktet Limnocottus och familjen Abyssocottidae. Inga underarter finns listade i Catalogue of Life.